# Amor fati

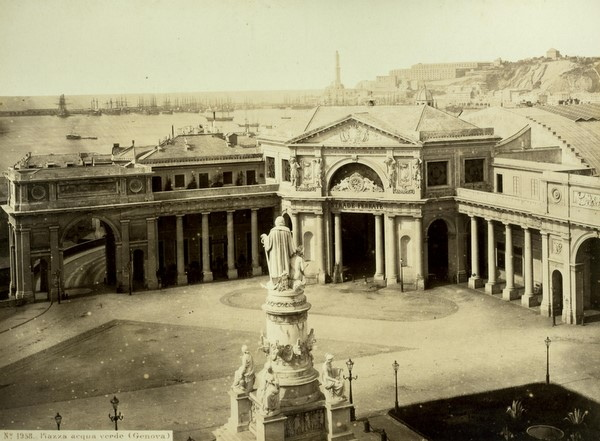
Piazza Acquaverde a Genova, dove nel 1876 Nietzsche vide per la prima volta il mare e coniò il termine "amor fati". Foto: Giorgio Sommer

Amor fati è una locuzione latina che si traduce con "l'amore del fato": una concezione del destino  trattata dallo stoicismo che riprendeva l'antica visione della circolarità della storia.
È una massima usata da Nietzsche per definire il corretto atteggiamento dell'oltreuomo che accetta gioiosamente e quindi ama il destino al quale non può sottrarsi, poiché è egli stesso l'unico in grado di realizzarlo compiutamente:
(F. Nietzsche, La gaia scienza §276, 1ª ed. orig. 1882, trad. it. a cura di Giorgio Colli e Mazzino Montinari, Adelphi, Milano, 1977, p. 282.)
(F. Nietzsche, Ecce homo, 1ª ed. orig. 1888, trad. it. a cura di Roberto Calasso, trad. Giorgio Colli, Adelphi 1991, pp. 206 e sgg.)
(F. Nietzsche, Frammenti Postumi 1888-1889, Adelphi, Milano, 1974, p. 282.)
L'oltreuomo superando ogni schema morale o speculativo è infatti in grado di accettare l'arbitrarietà degli inaspettati accadimenti umani poiché egli non cerca la consolazione dei mali passati o di quelli che lo affliggono, né tenta di scansare il futuro affidandosi alla prevedibilità causale: egli, infatti, è al di là del tempo, nella dimensione dell'eterno ritorno.